# Viola nobilis
Viola nobilis W.Becker – gatunek roślin z rodziny fiołkowatych (Violaceae). Występuje naturalnie w Peru. 

## Morfologia
PokrójBylina tworząca kłącza.
LiścieBlaszka liściowa ma łyżeczkowaty kształt. Mierzy 1,5–2 cm długości, jest karbowana na brzegu, ma zbiegającą po ogonku nasadę i tępy wierzchołek. Ogonek liściowy jest nagi i ma 5–40 mm długości. Przylistki są owalnie lancetowate.
KwiatyPojedyncze, wyrastające z kątów pędów. Mają działki kielicha o lancetowatym kształcie. Płatki są odwrotnie jajowate i mają purpurową barwę, dolny płatek jest odwrotnie sercowaty, posiada obłą ostrogę o długości 1-2 mm.

## Biologia i ekologia
Rośnie na terenach skalistych, na wysokości około 3200 m n.p.m.